# Надгортанник
Надгортанник (лат. epiglottis) — це еластичний хрящ, що прикриває гортань під час акту ковтання. За формою подібний до листка дерева. Звуженою частиною (стебельцем) він приєднаний до внутрішньої поверхні кута щитоподібного хряща за допомогою зв'язки, а розширеною частиною виступає над щитоподібним хрящем позаду кореня язика. Еластичний надгортанний хрящ може легко згинатись і знову випростовуватись, що і відбувається під час ковтання.
Усі хрящі сполучаються між собою суглобами і зв'язками. Є два суглоби перснеподібно-черпакуваті і два перснеподібно-щитоподібні. Це справжні суглоби, в яких є сумка, суглобові поверхні і суглобова порожнина з синовіальною рідиною. Сумки їх посилені зв'язками.